# Джоан Ланкастерська
Джоан Ланкастерська (англ. Joan of Lancaster) або Джоан Плантагенет (англ. Joan Plantagenet; бл. 1312 — 7 липня бл. 1349) — англійська аристократка, дочка Генрі Плантагенета, 3-го графа Ланкастера, і Матильди (Мод) де Чаворт, дружина Джона (II) де Моубрея, 3-го барона Моубрея.

## Життєпис
Походила з молодшої гілки англійського королівського дому Плантагенетів. Була третьою дочкою Генрі Плантагенета, 3-го графа Ланкастера та 3-го графа Лестера, онука короля Генріха III, від шлюбу з Матильдою де Чаворт.
Джоан народилася близько 1312 року. 28 лютого 1327 року її батько домовився про укладення шлюбу між Джоан і Джоном (II) де Моубреєм, 3-м бароном Моубреєм, батько якого був союзником Томаса Ланкастера, дядька Джоан, але був страчений за участь у повстанні Томаса. Шлюб укладено не пізніше 4 липня.
У шлюбі народила сина та двох дочок.
Померла 7 липня близько 1349 у Йоркширі від чуми. Похована в абатстві Байленд (Йоркшир)

## Шлюб та діти
Чоловік: від 28 лютого до 4 липня 1327 Джон (II) де Моубрей (29 листопада 1310 — 4 жовтня 1361), 3-й барон Моубрей від 1327. Діти:
- Бланка Моубрей (1409); 1-й чоловік: Джон Сегрейв (1340 — раніше 1353); 2-й чоловік: Роберт Бертрам (пом. бл. 1363), барон Бертрам з Ботвела; 3-й чоловік: Томас Пойнінгс (до 19 квітня 1349—1375), 2-й барон Пойнінгс; 4-й чоловік: сер Джон Ворт (пом. 1391); 5-й чоловік: сер Джон Вілтшир
- Елеанор Моубрей (пом. до 18 червня 1387); 1-й чоловік: від 1358 Роберт Ла Варр (1326 — 27 серпня 1370), 3-й барон Ла Варр; 2-й чоловік: сер Льюс де Кліффорд (пом. між 17 вересня і 5 грудня 1404)
- Джон (III) де Моубрей (25 червня 1340—1368), 4-й барон Моубрей від 1361, барон Сегрейв (за правом дружини) від 1353.